# Шест дана јуна
Шест дана јуна је југословенски филм из 1985. године. Режирао га је Динко Туцаковић, а сценарио је написао Небојша Пајкић.
Југословенска кинотека је најавила да је у сарадњи са А1, Aрт филмом и Октобар филмом дигитално обновила овај филм. Премијера је одржана 30. августа 2024 године у оквиру А1 кинотека - Летњи биоскоп на отвореном.

## Радња
Металостругар је добио позив за војску у коју одлази за шест дана. Са друговима проводи те дане као и обично: посао, плажа, фудбал и кафана. Тог лета у његово место долазе његови вршњаци студенти у велеграду, та друштва се свакодневно срећу али не комуницирају. У студентској групи је и лепа девојка којој металостругар неспретно прилази.

## Улоге
| Глумац                   | Улога        |
| ------------------------ | ------------ |
| Небојша Крстић           | Рајко        |
| Цинтија Ашпергер         | Весна        |
| Младен Нелевић           | Здравко      |
| Синиша Ћопић             | Ранко        |
| Предраг Бјелац           | Петар        |
| Младен Андрејевић        | Јово         |
| Душан Јанићијевић        | Митар        |
| Оливера Марковић         | Драгиња      |
| Горица Поповић           | Драгица      |
| Гордана Гаџић            | Фатима       |
| Данило Лазовић           | Бранислав    |
| Алма Прица               | Јагода       |
| Ирфан Менсур             | Рајков шеф   |
| Љубомир Тодоровић        | Мирсад       |
| Оливера Јежина           | Зехра        |
| Ненад Ћирић              | Зоран        |
| Столе Аранђеловић        | Милиционер 1 |
| Миња Војводић            | Милиционер 2 |
| Велимир Бата Живојиновић | пилот 1      |
| Милутин Караџић          | пилот 2      |
| Саво Радовић             | поп          |
| Љубомир Ћипранић         | Никола       |
| Тома Курузовић           | поштар       |
| Гојко Балетић            | конобар      |
| Вељко Мандић             | кондуктер    |
| Јахија Грачанлић         | Љубо         |
| Милена Плавшић           | певачица     |
| Бранко Јеринић           |              |
| Војка Ћордић             |              |
| Рамиз Секић              |              |
| Жељко Максимовић         |              |
| Нада Касапић             |              |
| Мелита Бихали            |              |
| Светолик Милетић         |              |
| Ђорђе Пура               | тренер       |
| Маја Лалевић             |              |
| Милија Анђелковић        |              |
| Драган Вулиновић         |              |
| Риалда Кадрић            |              |
| Горанка Матић            |              |
| Марица Вулетић           |              |
| Драгомир Станојевић      |              |
| Миомир Радевић           |              |
| Славољуб Плавшић         |              |
| Борис Миливојевић        |              |